# Armando Uribe
Armando Uribe Arce (Santiago de Xile, 28 d'octubre de 1933 - Santiago de Xile, 22 de gener de 2020) va ser un jurista, diplomàtic, poeta i assagista xilè. Fou ambaixador a la Xina durant el govern de Salvador Allende d'Unidad Popular a Xile. El context polític l'obligà a exiliar-se a França durant la dictadura de Pinochet. També destacat jurista, va escriure llibres sobre aquesta especialitat i es va dedicar a la docència universitària a diverses universitats de Xile i l'estranger, com La Sorbona, a París, i va ser designat el 1993 membre de nombre de l'Acadèmia Xilena de la Llengua. La seva producció de més relleu es dona en la poesia, en la qual expressa una mena d'existencialisme religiós, abordant temes com la mort i el dolor, des de la indignació i l'esquinçament: Transeúnte pálido (1953), Del engañoso laúd (1956), Los obstáculos (1961), No hay lugar (1971), Por ser vos quien sois (1989), Odio lo que odio, rabio como rabio (1998) i Las críticas de Chile (1999). Va conrear també l'assaig crític, com a Una experiencia de la poesía: Eugenio Montale (1962), i va ser investigador de Centre de Literatura Comparada de la Universitat de Xile. Entrà a més en la prosa de tema polític contingent, de vegades sota forma epistolar: Carta abierta a Patricio Aylwin (1998) i El accidente Pinochet (1999). El 2004 fou guardonat amb Premi Nacional de Literatura.